# 高雄市立路竹高級中學
高雄市立路竹高級中學（英語：Kaohsiung Municipal Lujhu Senior High School），簡稱路竹高中